# Сичов Олександр Федорович
Сичов Олександр Федорович (нар. 18 травня, 1977, Миколаїв) — заслужений артист України, диригент хору, викладач музики, керівник вокального ансамблю.

## Сім'я
Його батько — Федір Карпович Сичов — це відомий в Миколаєві музикант. Артист Миколаївської обласної філармонії. Його мати — Євгенія Іванівна — співачка.
По материнській лінії родич Лесі Українки, а по батьківській лінії в російському м. Бійську, Алтайського краю, дядько (брат батька) Анатолій Карпович Сичов — заслужений працівник освіти та письменник. Батько, Федір Карпович Сичов — керівник гурту народної та сучасної пісні обласної миколаївської філармонії «Вільні козаки» з 2010 р.

## Освіта
У 2010 році закінчив Миколаївський державний університет імені В. О. Сухомлинського, факультет «Музика та художнє мистецтво», клас доцента Пільгуя Дмитра Олександровича.
Миколаївське державне вище музичне училище в 1996 р., факультет «Хорове диригування», клас старшого викладача, лауреата міжнародних вокальних конкурсів Сорочана Анатолія Олександровича.

## Біографія
- з 2001 р.- поет, член літоб'єднання «Зоря» м. Миколаїв.
- з 2008 р. — член обласної миколаївської бібліотечної асоціації.
- з 2009 р. — член всеукраїнської музичної спілки.
- Лауреат обласної культурологічної премії ім. Миколи Аркаса в номінації «Професійне мистецтво» в 2006 р. — присуджено комітетом з надання премії обласного управління культури, степендіат міського голови та міської ради в 2008 р. за відмінне навчання та громадську діяльність в м. Миколаєві.
- З 1996 р.артист (скрипаль та соліст-вокаліст) камерного ансамблю народної та сучасної пісні «Вільні козаки» обласної миколаївської філармонії, з 2003 р.по 2010 р. керівник цього ансамблю. З 2010 р. артист вищої категорії обласної миколаївської філармонії та гурту «Вільні козаки».
- З 2007 р. — керівник студії звукозапису Миколаївського коледжу культури та мистецтв.
- З 2010 р. — керівник літературно-музичної студії «Акорд» при дитячій бібліотеці № 5 м. Миколаїв.

### Участь у конкурсах та фестивалях
- 2001 р. — лауреат міжнародного фестивалю «Обрій» м. Миколаїв,
- 2002 р. — лауреат міжнародного конкурсу «Мелодія двох сердець» м. Київ,
- 2004 р. — лауреат міжнародного фестивалю «Молода гвардія» м. Луганськ
- 2006 р. — лауреат обласного конкурсу «Романс о романсе» м. Миколаїв,
- 2007 р. — лауреат міжнародного конкурсу патріотичної пісні «Афганистан звучит в моей душе»,
- 2008 р. — лауреат всеукраїнської олімпіади «Музичне мистецтво» м. Одеса

## Творчі досягнення
- Диск авторських пісень «Признание» на вірші поетів Миколаївщини в 2003 р.,
- Автор поетичної збірки російською та українською мовами «За водопадом глаз» — Миколаївське незалежне літературне об'єднання громадського видавництва «Юпітер» (ред. Таїс Анатоліївна Ліщинська) в 2005 р.,
- Диск авторських пісень «Город сердца моего» и «Неслучайная встреча» на вірші Таїс Ліщинської та Віктора Іванченка — в 2006 р.
- Диск авторських пісень «Мрія» у виконанні соліста обласної миколаївської філармонії Дениса Місанчука в 2006 р.
- Диск канонічних православних пісноспівів «Утверди Боже» в 2006 р.
- Диск авторских песен и инструментальной музыки «Портрет» — в 2007 г.
- Автор поетичної збірки українською та російською мовами «Маяк вечности» — громадське видавництво «Юпітер» в 2007 р.
- Диск авторських пісень «Стежина» у виконанні Дениса Місанчука в 2008 р.
- Диск авторської естрадної опери «Створення світу» в 2008 р.
- Диск ансамблю «Вільні козаки» «Співаємо те, що маємо» в 2009 р.
- Диск авторських пісень до 220-річчя м. Миколаєва «Корабельна столиця» в 2009 р.
- Диск пісень для дітей «Давайте верить в чудеса» в 2009 р.,
- Диск авторських пісень «Отражение» на вірші Євгена Воробьова в 2010 р.
- Диск авторських пісень «Не отпускай» на вірші Наталії ІвановоЇ в 2011 р.
- Диск ансамблю «Вільні козаки» «Співаємо те, що маємо II» в 2011 р.
- Диск авторських українських та російських пісень «Надо услышать» и «Терра счастливая» на вірші Таис Лещинской в 2011 р.
- Автор поетичної збірки «Мій світ» — незалежне літературне об'єднання громадського видавництва «Юпітер» в 2011 р.
- Автор поетичної збірки «В обіймах сонця» — видавництво ІЛЛІОН в 2019 році.
- Диск авторських пісень, народжених війною в 2023 році «Зорі надій».

### Музики до спектаклів
- «О дружбе, огне и волшебной поляне» — муніципальний театр ляльок «ІГРОТТО»
- «Мы шагаем осторожно» — муніципальний театр ляльок «ІГРОТТО»
- «Волшебная дудочка» — Миколаївський російський академічний театр
- «Створення світу» — молодіжний театр Миколаївського національного університету
- «Анафема» — Миколаївський російський академічний театр
- «Літопис нашого міста» — Миколаївський молодіжний театр університету культури та мистецтв «С. Т. У. К.» м. Миколаїв
- «Белоснежка и семь гномов» — Миколаївський молодіжний театр університету культури та мистецтв «С. Т. У. К.»
- «Розвага та казка-мудра підказка» — муніципальний театр ляльок «ІГРОТТО».

### Гімни
- «Гімн Миколаївського державного аграрного університету»
- «Гімн Миколаївоблтеплоенерго»
- «Гімн музичної школи № 1 м. Миколаєва»
- «Гімн Миколаївської обласної бібліотеки для юнацтва»
- «Гімн інституту педагогічної освіти»
- "Гімн всеукраїнської благодійної акції «Серце до серця»
- "Гімн міжнародного дитячого фестивалю «Золотий лелека»
- "Гімн «Освіти» м. Миколаєва
- "Гімн спілки «РУСІЧ»
- «Гімн Миколаївської бібліотечної асоціації»
- «Гімн м. Воскресенська»
- «Гімн інтернату № 3 м. Миколаїєва»
- «Гімн обласного дому художньої творчості» м. Миколаїв